# مسروق بن الأجدع
أبو عائشة مسروق بن الأجدع الوادعي (المتوفى سنة 62 هـ) تابعي ومفتي كوفي، وأحد رواة الحديث النبوي.

## سيرته
أسلم الأجدع بن مالك بن أمية بن عبد الله بن مر الوادعي الهمداني والد مسروق، وانتقل ببنيه إلى المدينة المنورة، فنشأ مسروق فيها وتعلّم من أصحاب النبي محمد، لذا فهو عداد كبار التابعين وفي المخضرمين الذين أسلموا في حياة النبي محمد. ومسروق هو ابن أخت عمرو بن معديكرب فارس بني زبيد، وجد مسروق كان من فرسان اليمن. ويقال إنه سُميّ مسروقًا لأنه سُرق وهو صغير، ثم وجد فسُميّ مسروقًا.
وقد لزم مسروق أم المؤمنين عائشة بنت أبي بكر زوجة النبي محمد وكان منها مُقرّبًا، حتى أنها قالت له: «يا مسروق إنك من ولدي، وإنك لمن أحبهم إلي، فهل لك علم بالمخدج»، كما أنه من حُبه لها تكنّى بأبي عائشة. شارك مسروق في الفتح الإسلامي لفارس، وشارك في معركة القادسية مع إخوته عبد الله وأبو بكر والمنتشر، فقُتل إخوته يومئذ، وشُلّت يد مسروق من إصابة لحقته في المعركة. ولما قُتل عثمان، آثر مسروق اعتزال الفتنة، بل وحاول إصلاح ذات البين بين المتقاتلين، ومشي بين الصفوف يوم صفين يعظ المتقاتلين ليكُفّوا أيديهم عن القتال.
سكن مسروق الكوفة، وجلس يُفتي الناس، ويقضي بينهم دون أن يتخذ على ذلك أجرًا، واجتهد مسروق في العبادة، حتى قالت زوجته قمير بنت عمرو: «كان مسروق يصلي حتى تورم قدماه، فربما جلست خلفه أبكي مما أراه يصنع بنفسه». وقد توفي مسروق بن الأجدع سنة 62 هـ، وقيل سنة 63 هـ، وعمره 63 سنة.

## روايته للحديث النبوي
- روى عن: عمر بن الخطاب وعلي بن أبي طالب وعبد الله بن مسعود وخباب بن الأرت وأبي بن كعب وعبد الله بن عمرو بن العاص وعائشة بنت أبي بكر وعبيد بن عمير الليثي[8] وأم رومان بنت عامر الكنانية ومعاذ بن جبل وعثمان بن عفان وعبد الله بن عمر بن الخطاب وسبيعة الأسلمية ومعقل بن سنان والمغيرة بن شعبة وزيد بن ثابت[3] وأم سلمة.[2]
- روى عنه: عامر الشعبي وإبراهيم بن يزيد النخعي ويحيى بن وثاب وعبد الله بن مرة الخارفي وشقيق بن سلمة ويحيى بن الجزار وأبو الضحى مسلم بن صبيح وعبد الرحمن بن عبد الله بن مسعود وعبيد بن نضيلة ومكحول الشامي وأبو إسحاق السبيعي وابن أخيه محمد بن المنتشر بن الأجدع ومحمد بن نشر الهمداني ومعبد بن خالد الجدلي وأبو الأحوص الجشمي وأيوب بن هانئ وعمارة بن عمير وحبال بن رفيدة وأنس بن سيرين الأنصاري وأبو الشعثاء المحاربي[3] والقاسم بن عبد الرحمن بن عبد الله بن مسعود وقمير بنت عمرو[2] ومروان الأصفر.[9]
- الجرح والتعديل: ذكره ابن سعد في الطبقة الأولي من أهل الكوفة،[2] وقال عنه: «كان ثقة له أحاديث صالحة»،[7] وقال يحيى بن معين: «مسروق ثقة، لا يُسأل عن مثله»، وقال العجلي عنه: «تابعي ثقة، كان أحد أصحاب عبد الله الذين يقرئون ويُفتون. وكان يصلي حتى ترم قدماه»،[3] وقد روى له الجماعة.[6]

## مكانته الدينية
قال الشعبي: «ما علمت أن أحدًا كان أطلب للعلم في أفق من الآفاق من مسروق»، وقال: «كان مسروق أعلم بالفتوى من شريح، وكان شريح أعلم بالقضاء من مسروق، وكان شريح يستشير مسروقًا، وكان مسروق لا يستشير شريحًا»، وقال إبراهيم النخعي: «كان أصحاب عبد الله الذين يقرئون الناس ويعلمونهم السنة علقمة والأسود وعبيدة ومسروقًا والحارث بن قيس وعمرو بن شرحبيل»، قال ابن المديني: «أنا ما أُقدّم على مسروق أحدًا صلى خلف أبي بكر»، وقال مُرّة: «ما ولدت همدانية مثل مسروق».